# Antoni Millàs i Figuerola
Antoni Millàs i Figuerola   (l'Hospitalet de Llobregat, 1862 - Barcelona, 1939) fou un arquitecte català.

## Biografia
Titulat el 1888, de la seva obra, d'un modernisme eclèctic, sobresurt el conjunt de tres edificis de la Casa Francesc Farreras, a Gran Via-Villarroel, a Barcelona, amb un gran xamfrà en pedra de Montjuïc i rics treballs escultòrics decoratius també en pedra. La seva casa Agustí Valentí, del carrer Sant Pere més Alt, just al costat del Palau de la Música Catalana, va estar un temps condemnada per la construcció d'un hotel promogut pel mateix Palau, fins que es feren paleses les irregularitats del projecte (cas Millet) i la casa d'en Millàs se salvà.
Un edifici menor de l'arquitecte, la casa Ricart, a l'Avinguda de la República Argentina 1-1bis de Barcelona, del 1925, és la seu de l'Institut de Musicologia Josep Ricart i Matas, que depèn de la Reial Acadèmia Catalana de Belles Arts de Sant Jordi i de la UAB.

## Obres

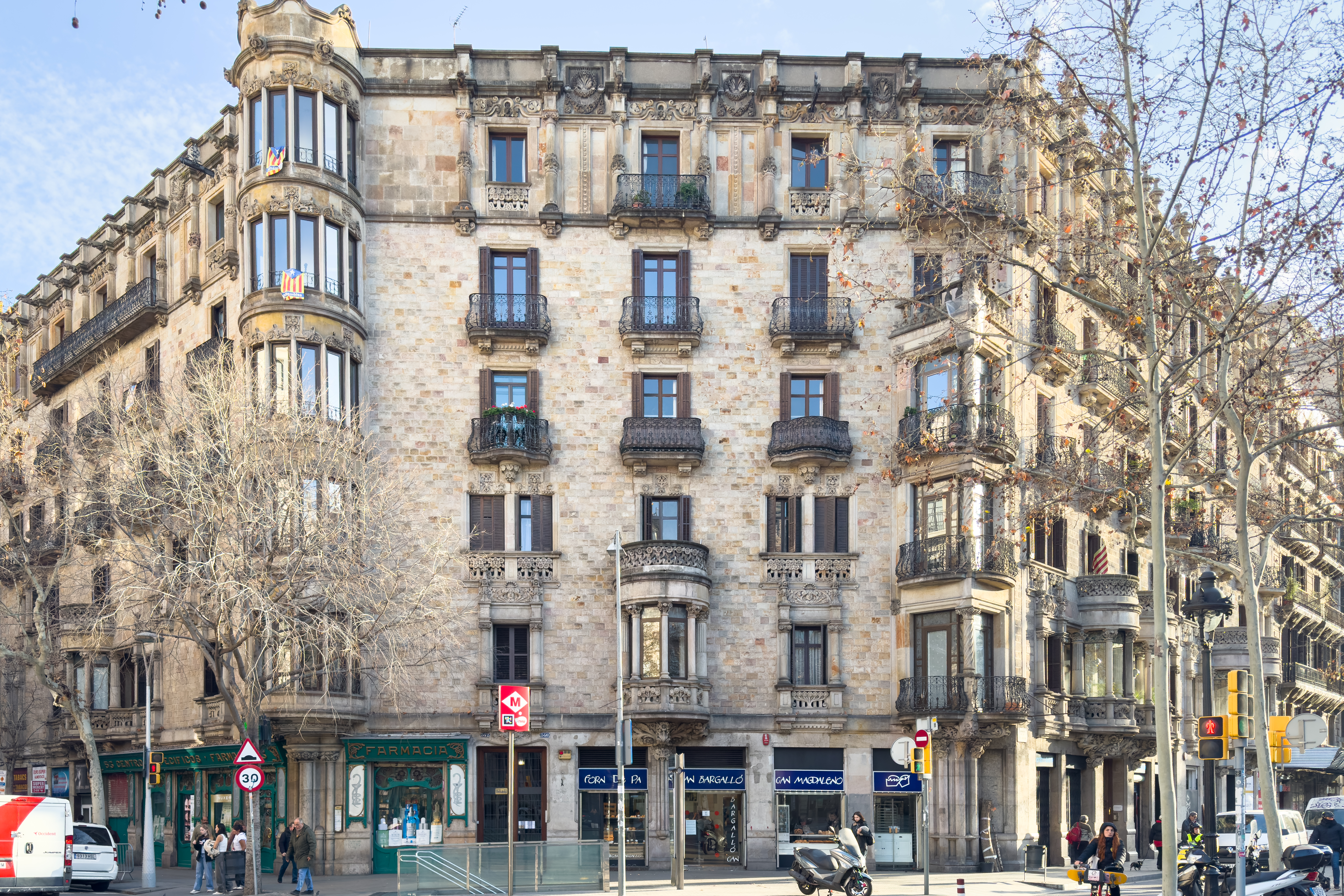
Casa Francesc Farreras (1902), a Gran Via amb Villarroel (Barcelona)

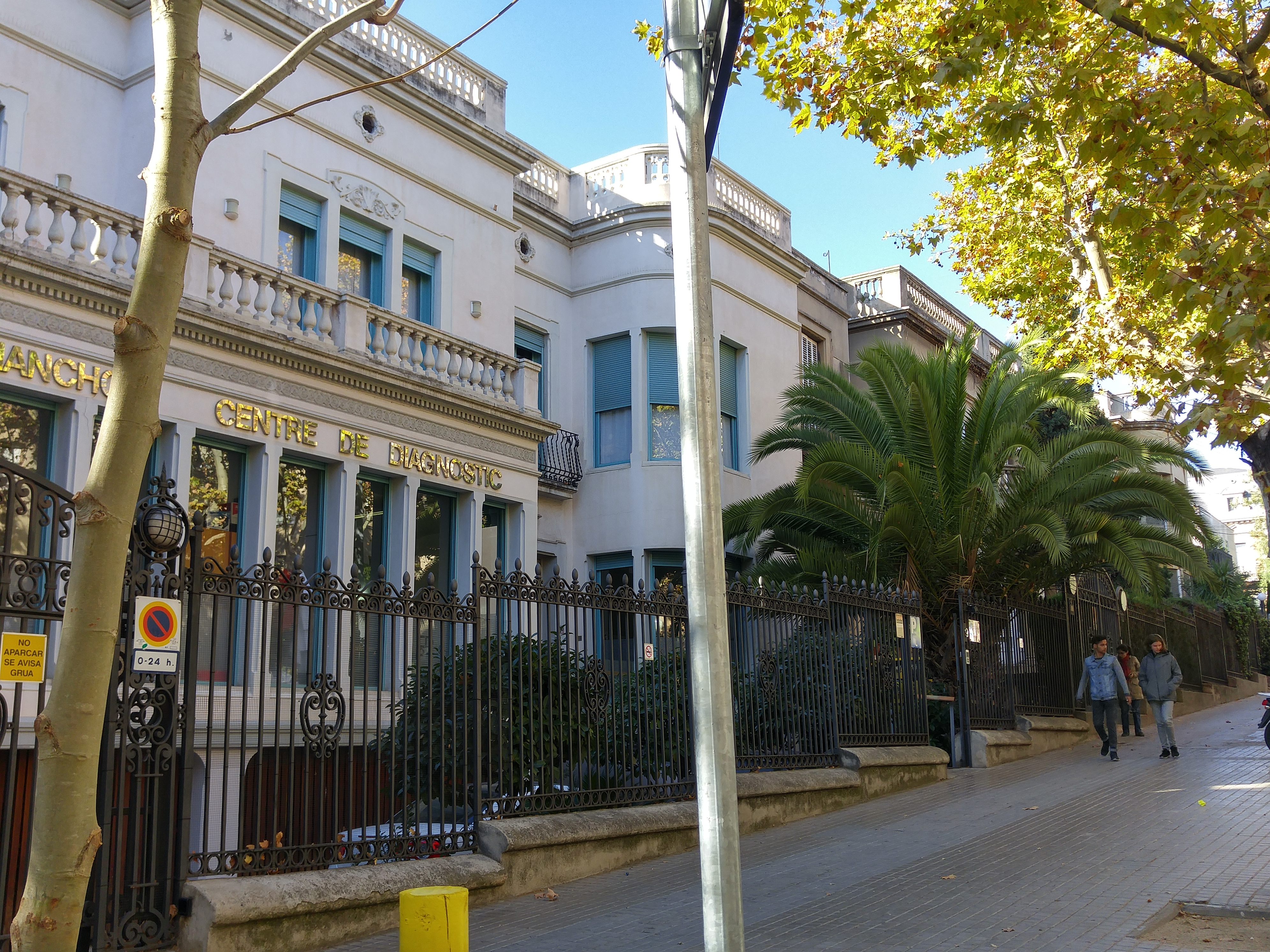
3 cases per Josepa Orpí Almirall a l'avinguda del Tibidabo 9, 11 i 13 (Barcelona)

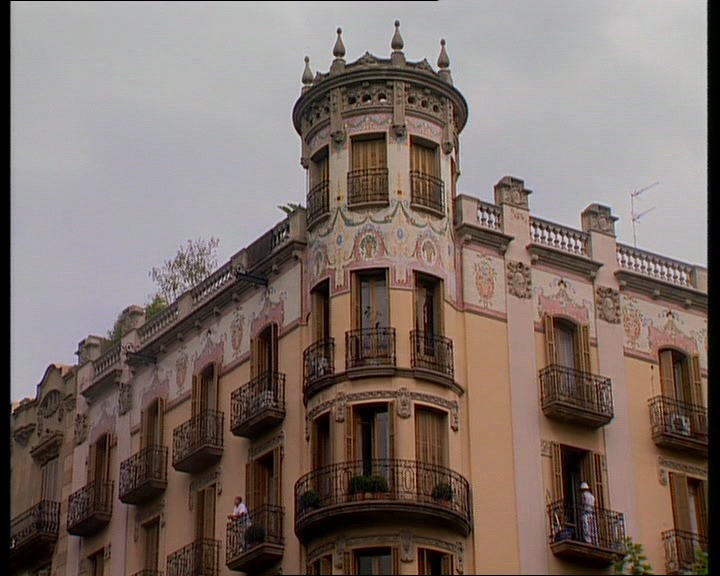
Casa Maldonado a Aribau i Londres (Barcelona)

Autor del projecte d'urbanització del barrí Artigues, de Badalona. De la seva producció eclèctica i modernista, destaquen:
- (1895) Fàbrica cooperativa La Protectora de Cervelló (Baix Llobregat).[2] Fàbrica de vidre en funcionament fins al 1989. Actualment en estat d'abandonament.
- (1897) Edifici d'habitatges a Aribau, 69-71, d'estic eclèctic
- (1897) Antic edifici de la Companyia de Tramvies, Rda. Sant Pau 43-45. Reformada el 1917 i 1952.
- (1899) casa Paula Serrallonga i Anèonia Carrera a Mallorca, 408, d'estic eclèctic
- (1899-1900) casa Iglesias, a Mallorca, 284 (ascensor: Josep Maria Jujol i Gibert, 1913)[3]
- (1902) Casa Francesc Farreras, a Villarroel, 49-51 i Gran Via de les Corts Catalanes, 536-542[4]
- (1906) Casa Agustí Valentí a Sant Pere Més Alt, 13 bis.
- (1906) casa Anna Victory a Consell de Cent, 253[5]
- (1905-1907) cases Leandre Bou, a Pau Claris, 154-156[6]
- (1909) casa Jaume Massó, a Sants 250-252.
- (1910) 3 cases per a Josefa Orpí Almirall a l'avinguda del Tibidabo 9, 11 i 13.
- (1911 i 1915) cases Pascual i Cia, Aribau, 175-177[7]
- (1914) casa Maldonado (o Ferrer Cuyàs), a Aribau, 179 i Londres 100. S'articula a partir de l'eix angular, semicilíndric, que actua alhora com a tribuna i com a torratxa, sobresortint del nivell de terrat, amb mosaics de Lluís Bru al fris.[8]
- (1923-1925) Companyia Auxiliar de Tramvies, Ausiàs Marc, 60[9]
- (1929) Antigues cotxeres de Sants, Sants 79-81
- (1928) 18 cases unifamiliars al passatge de l'arquitecte Millàs.
- (1932) Casa Carles Ramon a la Via Laietana, 44 i Sant Pere Més Baix, 24[10]